# 巴哈蒂夫卡 (扎波罗热州)
47°23′20″N 36°56′44″E / 47.38889°N 36.94556°E
巴哈蒂夫卡（烏克蘭語：Багатівка）是位於烏克蘭東南部的村莊，由扎波羅熱州波洛希區的羅濟夫卡市鎮負責管轄。該村距離馬里烏波爾60公里，始建於1823年，面積0.84平方公里，海拔高度214米。